# Laagna

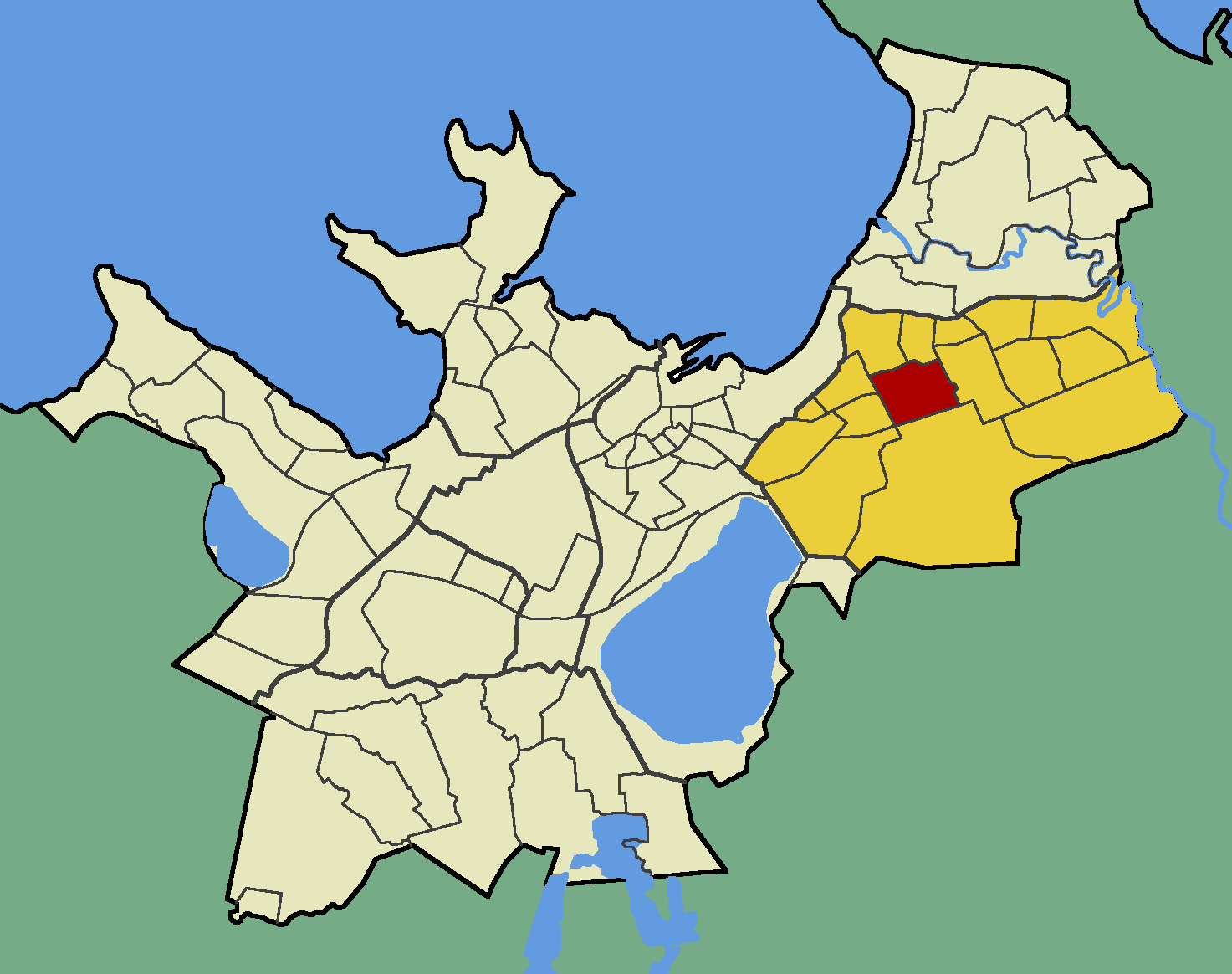
Der Bezirk Laagna (rot) im Tallinner Stadtteil Lasnamäe (gelb)

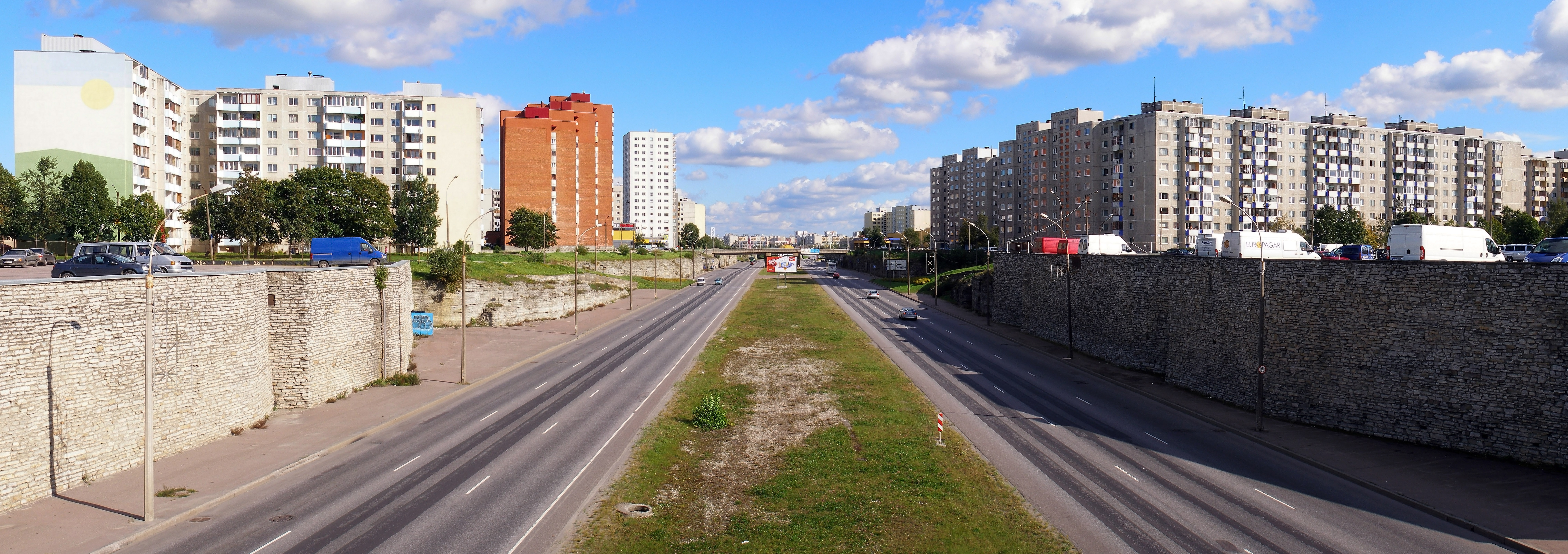
Schnellstraße in Laagna, der Laagna tee (früher Oktoberprospekt)

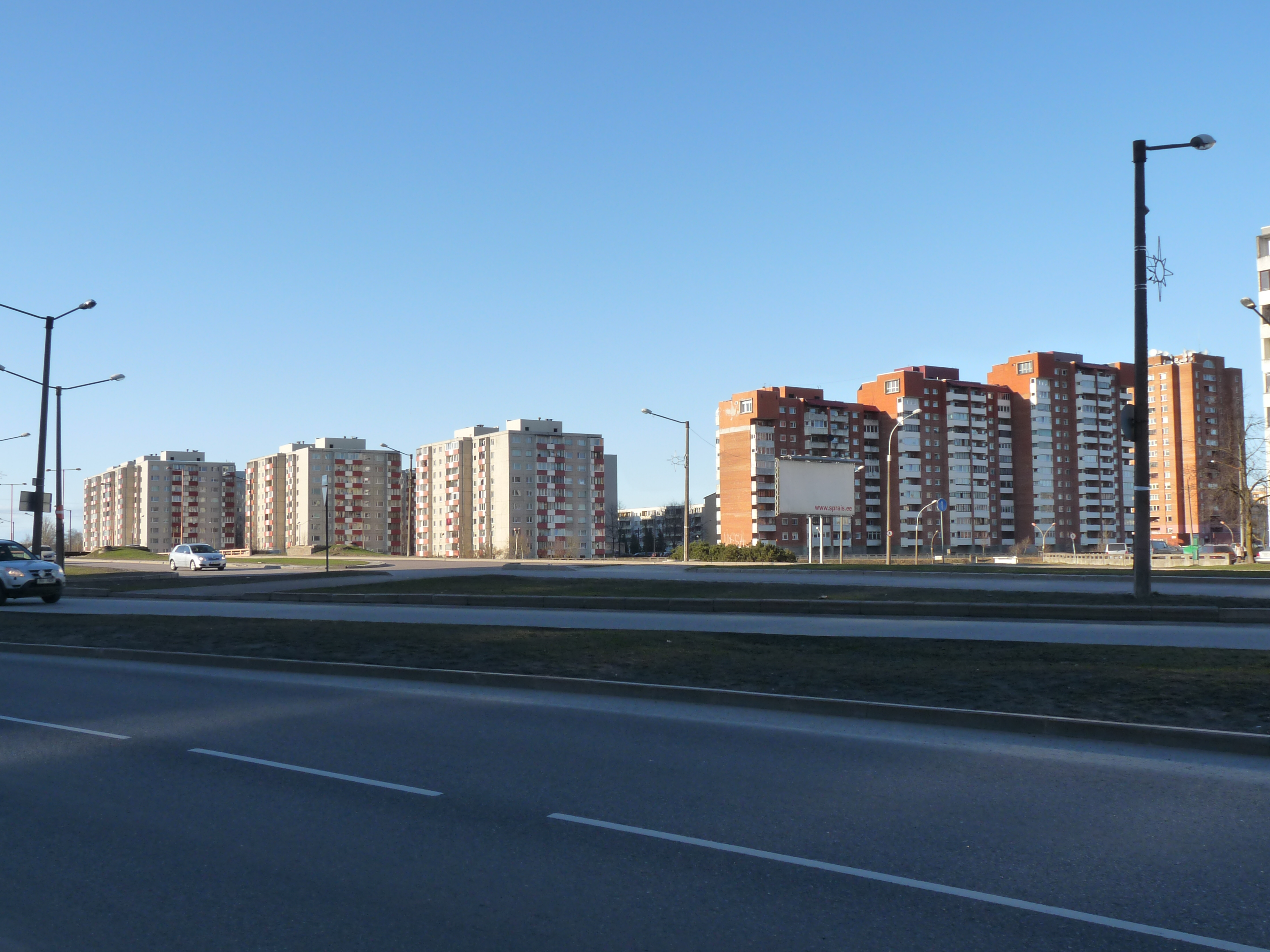
Plattenbauten in Laagna

Laagna ist ein Bezirk (estnisch asum) der estnischen Hauptstadt Tallinn. Er liegt im Stadtteil Lasnamäe (deutsch „Laaksberg“).

## Beschreibung
Der Stadtbezirk hat 24.440 Einwohner (Stand 1. Mai 2010).
Das Stadtbild dominieren seelenlose Plattenbau-Hochhäuser im sowjetischen Stil. Die Trabantenstadt wurde in den 1970er und 1980er Jahren nach einem gesamtsowjetischen Preisausschreiben zur Stadtplanung von 1969 errichtet. Ziel der sowjetestnischen Architekten um Mart Port, Malle Meelak, Irina Raud und anderen war es, modernen Wohnraum für die massive Ansiedlung russischsprachiger Bevölkerung aus anderen Teilen der Sowjetunion zu schaffen.
Eine sechsspurige Schnellstraße (Laagna tee) zwischen Lasnamäe und dem Stadtzentrum Tallinns, die von zahlreichen Brücken überquert wird, teilt den Stadtbezirk in zwei Teile. Sie wurde sechs bis sieben Meter tief in den Kalkstein gesprengt. Zu sowjetischer Zeit hieß die zehn Kilometer lange Stadtautobahn Oktoberprospekt. Der Volksmund nennt sie „Der Kanal“. Für den Mittelstreifen war eigentlich der Bau einer Straßenbahntrasse geplant, die nie verwirklicht wurde. Der öffentliche Personennahverkehr wird mit Bussen organisiert.